# Saison 1 de Ma sorcière bien-aimée
Chronologie
Saison 2
Cet article présente le guide des épisodes de la première saison de la série télévisée américaine Ma sorcière bien-aimée (Bewitched).

## Épisodes

### Épisode 1:Un conte de sorcière
- États-Unis : 17 septembre 1964
- Québec : 20 septembre 1965 à Télé-Métropole
- Belgique 1er juin 1966 sur la RTB
- France : 17 juillet 1966 sur la première chaîne de l'ORTF
- Suisse : 2 janvier 1966 sur TSR1

- Nancy Kovack
- Gene Blakely
- Lindsay Workman
- Paul Barselou

### Épisode 2:La Nouvelle Maison
- États-Unis : 24 septembre 1964

### Épisode 3:Le Chien
- États-Unis : 1 octobre 1964

- Jack Warden
- Grace Lee Whitney
- Monroe Arnold
- Karl Lukas

### Épisode 4:Ah! Les Belles-Mères
- États-Unis : 8 octobre 1964

- Hollis Irving
- Alice Backes
- John Copage

### Épisode 5:Deux têtes valent mieux qu'une
- États-Unis : 15 octobre 1964

- Charlie Ruggles

### Épisode 6:Le Protégé de Samantha
- États-Unis : 22 octobre 1964

- June Lockhart
- Byron Keith
- Jimmy Mathers
- Art Lewis
- Joel Davison
- Greger Vigen

### Épisode 7:Les sorcières s'unissent
- États-Unis : 29 octobre 1964

- Shelley Berman
- Madge Blake
- Jacques Roux

### Épisode 8:L'Interview
- États-Unis : 12 novembre 1964

- Cheryl Holdridge
- Roger Ewing
- Alex Gerry

### Épisode 9:Épouse ou Sorcière?
- États-Unis : 5 novembre 1964

- Raquel Welch
- Peter Camlin
- Rowena Burack

### Épisode 10:Une famille heureuse
- États-Unis : 19 novembre 1964

- Thomas Anthony
- Charlie Dugdale

### Épisode 11:Sorcière contre sorcière
- États-Unis : 26 novembre 1964

- Lisa Seagram
- Robert Cleaves

### Épisode 12:Un bébé pour bientôt
- États-Unis : 3 décembre 1964

- Maureen McCormick (non créditée au générique)

### Épisode 13:L'amour est aveugle
- États-Unis : 10 décembre 1964

- Adam West
- Chris Noel
- Ralph Barnard
- Kit Smythe

### Épisode 14:Les Beaux-Parents
- États-Unis : 17 décembre 1964

### Épisode 15:La Joie de Noël
- États-Unis : 24 décembre 1964

- Bill Mumy
- Bill Daily
- Kevin Tate
- Sara Seegar
- Gerry Johnson
- Cecil Kellaway

### Épisode 16:Le Magicien
- États-Unis : 7 janvier 1965

- Walter Burke
- Virginia Martin
- Cliff Norton
- Jimmy Murphy
- Eddie Ryder

### Épisode 17:Transfert de pouvoir
- États-Unis : 14 janvier 1965

### Épisode 18:Le Chat et le Pélican
- États-Unis : 21 janvier 1965

- Martha Hyer
- Harry Holcombe
- George Ives
- Clarence Lung

### Épisode 19:Endora la charmeuse
- États-Unis : 28 janvier 1965

- Lindsay Workman
- David Garner
- Hap Holmwood

### Épisode 20:L'Assistant
- États-Unis : 2 février 1965

- Jonathan Daly
- Peggy Lipton
- Alex Gerry

### Épisode 21:Ling-Ling
- États-Unis : 11 février 1965

- Greta Chi
- Jeremy Slate

### Épisode 22:Jeunesse éternelle
- États-Unis : 25 février 1965

### Épisode 23:Feu rouge, feu vert
- États-Unis : 4 mars 1965

- Vic Tayback
- Dan Tobin

### Épisode 24:Laquelle est laquelle?
- États-Unis : 11 mars 1965

- Vic Tayback

### Épisode 25:La Belle Voisine
- États-Unis : 18 mars 1965

- Kipp Hamilton